# Amru Sani
Amru Sani (16 tháng 8 năm 1925 – 15 tháng 8 năm 2000) là một ca sĩ và diễn viên từng trải qua sự nổi tiếng ngắn ngủi ở Hoa Kỳ trong những năm 1950 và 1960.

## Tiểu sử
Một "người cao lớn, kỳ lạ với giọng nói mạnh mẽ, bụ bẫm", bà tự nhận mình trong thời hoàng kim ở Mỹ là bà đến từ Ấn Độ, nhưng các tài liệu tham khảo trên báo trước đó đã xác định bà là người Jamaica. Một tài liệu năm 1954 của Kingston, Jamaica, The Gleaner gọi bà là "người mê bài hát của Jamaica." 
Sani từng tuyên bố sinh ra ở Panama, lớn lên ở Ấn Độ, được giáo dục ở châu Âu và từng làm thợ máy bay ở Anh trong Thế chiến II vì bà còn quá trẻ để trở thành nữ phi công. Cho dù một số thông tin này chỉ đơn thuần là sự phóng đại với mục đích kinh doanh vẫn chưa được xác định. Tuy nhiên, Kingston Gleaner đã ghi chú vào năm 1943 rằng Sani – người đã được biết đến ở Jamaica với tư cách là một ca sĩ - đã "đến Anh ngay... để tham gia WAAFS" (Bài báo này cũng liệt kê bà là "con gái duy nhất của ông bà M.P. Sani, số 10, Lundford Road, St. Andrew, "Jamaica.) 
Sani từng cho rằng Dinah Shore là một ảnh hưởng lớn với bà, đặc biệt là giai điệu bà yêu thích của Shore "Điên vì anh, Buồn vì anh, làm thế nào tôi có thể vui mừng khi không có anh". ("Mad About Him, Sad About Him, How Can I Be Glad Without Him Blues.") Bà hát bằng bốn thứ tiếng: Anh, Pháp, Ý và Tây Ban Nha.

## Sự nghiệp âm nhạc
Năm 1942, bà xuất hiện cùng với ban nhạc khiêu vũ Milton McPherson rất nổi tiếng của Jamaica tại Nhà hát Carib ở Cross Roads, St. Andrew. Năm 1947, bà xuất hiện tại hộp đêm Morgan's Cove ở Kingston, Jamaica, nơi bà đóng vai chính trong một chương trình có tên là Romantic Midnite Mood. Khoảng năm 1950, bà xuất hiện tại khách sạn Sherry Netherland ở thành phố New York và ngay sau đó đã đến Rome, nơi bà xuất hiện trong một buổi biểu diễn âm nhạc của Pháp." Bài phê bình âm nhạc Pháp đó có thể là Plain Feu, trong đó bà đóng chung với Maurice Chevalier. Từ năm 1956 đến 1958, bà đã xuất hiện nhiều lần trên The Ed Sullivan Show, bao gồm cả tập phim mà Elvis Presley xuất hiện lần đầu tiên với Sullivan.
Được hỗ trợ bởi Enoch Light và dàn nhạc của ông, bà đã thu âm một đĩa đơn 45 RPM vào năm 1956 cho hãng thu âm Grand Award, bao gồm các bài hát "I'm in the Mood for Love" và "Tabasco" – sau này được sử dụng bởi Công ty McIlhenny để quảng bá thương hiệu sốt tiêu Tabasco. Tập chí Time đã xem lại bài hát cũ vào tháng 7 năm 1956, nhận định: "Sani bắt đầu câu chuyện cũ này bằng một loạt tiếng rên rỉ, vang vọng, nhưng sau đó thu được một chút hài hước khiến mọi thứ đều ổn." Bà cũng đã thu âm "Once Upon A Winter Time" cho Parlophone Records và "Souvenir D'Italia" cho một hãng đĩa châu Âu.